# Jean Link
Pour les articles homonymes, voir Link.
Jean Link (né le 3 septembre 1938 à Luxembourg (ville) et mort le 4 juin 2020) est un escrimeur luxembourgeois pratiquant le fleuret.

## Biographie
Jean Link est élu sportif luxembourgeois de l’année en 1959.